# Rektor
För andra betydelser, se Rektor (olika betydelser).
Rektor (från latinets rector 'styresman') är en titel för den högsta administrativa och pedagogiska ledaren för en förskola, en skola, ett universitet, en högskola eller annan utbildningsinstitution.

## Sverige
I Sverige utses rektorer för statliga högskolor och universitet av regeringen. En universitetsrektors ställföreträdare kallas prorektor, men denne utses av lärosätets styrelse för en period som kan skilja sig från rektors.
I Uppsala och Lund kallas universitetsrektorerna sedan stormaktstiden rector magnificus (av latin magnificus, upphöjd) eller rectrix magnifica (femininum), en titel som även används för rektorer vid tyska, nederländska och finländska universitet. På senare tid har dock även yngre svenska universitet kommit att använda den latinska hederstiteln i högtidliga sammanhang. Exempelvis ingår en hälsning till rector magnificus i den ritual som används vid doktorspromotion vid Linköpings universitet. I akademiska högtidliga sammanhang tilltalas innehavaren av ämbetet – ofta i inledningen av högtidstal – magnifice rector!, eljest i ceremoniella sammanhang Ers magnificens.
I den rangordning som existerade fram till 1909 hade rektor magnificus rang mellan överste och överstelöjtnant.
Den officiella engelska översättningen av den i Sverige använda titeln rector magnificus/universitetsrektor är vice-chancellor.

## Engelskspråkiga länder
I Skottland finns vid de fem äldsta universiteten ("the ancient universities") i St Andrews, Glasgow, Aberdeen, Edinburgh och Dundee traditionen att studenterna väljer en Rector, som fungerar som ordförande i universitetens styrelser, men inte har den verkställande chefsfunktionen, vilken innehas av en person med en titel som principal eller vice-chancellor. Ordet används även i Skottland för chefen för en skola. I anglikanska kyrkan i England och Irland används rector som en kyrkoherdetitel.